# Arqueología de Melilla
La arqueología en Melilla abarca el estudio y la conservación de los restos materiales que testimonian la ocupación humana en esta ciudad autónoma española situada en el norte de África. Gracias a su posición estratégica en el mar de Alborán, Melilla ha sido, desde la Prehistoria, un enclave de contacto entre Europa y África, entre el Mediterráneo occidental y el Magreb, lo que ha favorecido una rica superposición cultural.
Los vestigios arqueológicos hallados en su territorio abarcan un amplio espectro cronológico, desde el Paleolítico Medio hasta la Edad Moderna, pasando por periodos fenicio, púnico, romano, bizantino e islámico. Estos hallazgos han contribuido significativamente a la reconstrucción histórica de la ciudad y de su entorno, en particular de la antigua ciudad de Rusaddir, mencionada en fuentes grecorromanas.
Las principales excavaciones se han realizado en zonas como Melilla la Vieja, la Casa del Gobernador, la Iglesia de la Purísima Concepción, el Fuerte de Victoria Grande, la Plaza del Veedor, el Cerro de San Lorenzo, la Huerta de Reyes y el yacimiento de Zafrín en las Islas Chafarinas.
La actividad arqueológica en la ciudad ha sido promovida por instituciones locales y nacionales, con la participación de investigadores y universidades. El Centro de Prehistoria, Arqueología y Patrimonio (CPAP), inaugurado en 2010, centraliza la labor de estudio, conservación y difusión del patrimonio arqueológico melillense.
A pesar de los avances científicos, algunos yacimientos enfrentan problemas de conservación, falta de financiación y ausencia de una estrategia integral de musealización. No obstante, diversos proyectos en curso buscan proteger y poner en valor este patrimonio, integrándolo en la oferta cultural y turística de la ciudad.

## Historia
La historia arqueológica de Melilla está estrechamente vinculada con su posición geográfica estratégica en la costa norteafricana del mar de Alborán. Desde tiempos prehistóricos, la región ha servido como punto de encuentro entre poblaciones del norte de África y del sur de Europa, facilitando el intercambio cultural, comercial y tecnológico a lo largo de los siglos.

### Prehistoria
Los primeros indicios de presencia humana en la actual Melilla se remontan al Paleolítico Medio, con hallazgos asociados al complejo ateriense. Este periodo está representado en el yacimiento de la Huerta de Reyes, donde se encontraron herramientas de sílex con pedúnculo y evidencias de actividad de talla, lo que sugiere una ocupación prolongada y el uso del lugar como taller lítico. Estos descubrimientos sitúan la ocupación humana de la región en torno a hace más de 40.000 años.

### Época protohistórica: cultura fenicia y púnica
A partir del siglo VII a. C., Melilla fue integrada en las redes comerciales del Mediterráneo occidental. Las excavaciones en Melilla la Vieja han identificado niveles estratigráficos correspondientes a asentamientos fenicios, confirmando la fundación de un enclave comercial con vínculos con la ciudad de Tiro y otras colonias costeras del norte de África.
Durante el periodo púnico, la ciudad mantuvo su importancia como puerto de escala. La presencia de ánforas, cerámicas decoradas y otras importaciones del mundo púnico indica un alto grado de interacción comercial y cultural con Cartago y otras ciudades del litoral magrebí.

### Dominio romano
Con la caída de Cartago y la expansión romana en el norte de África, Rusaddir fue incorporada a la provincia de Mauritania Tingitana, desempeñando un papel clave como puerto militar y comercial. Diversos hallazgos, como monedas, restos arquitectónicos y estructuras urbanas, demuestran la romanización de la ciudad entre los siglos I a. C. y III d. C.
Los yacimientos de la Casa del Gobernador y la Plaza del Veedor han revelado viviendas, elementos arquitectónicos y materiales cerámicos de época romana, incluyendo ánforas utilizadas para el transporte de vino y aceite, lo que confirma la función económica de Rusaddir como nodo logístico en las rutas marítimas del Imperio.

### Periodo tardoantiguo y bizantino
Aunque menos documentado, se han encontrado indicios de continuidad de ocupación durante el periodo tardoantiguo (siglos IV-VI), posiblemente bajo influencia bizantina. Este periodo se caracteriza por una menor actividad constructiva, aunque se mantuvo una cierta estructura urbana. Algunos restos funerarios y monedas sugieren la permanencia de núcleos habitados, aunque de menor escala que en época romana.

### Periodo islámico
A partir del siglo VIII, Melilla fue integrada en el mundo islámico como parte de las rutas comerciales del Magreb y al-Ándalus. Durante este periodo se desarrolló un sistema defensivo que incluyó fortificaciones como las que posteriormente serían el núcleo del Fuerte de Victoria Grande. Las excavaciones en esta zona han revelado estructuras defensivas, silos y hornos de la época islámica, que evidencian una ocupación continuada y un uso estratégico del territorio.
Durante los siglos X al XV, Melilla formó parte de distintos reinos islámicos norteafricanos, incluyendo las dinastías idrisí, almorávide, almohade y meriní. La actividad portuaria y agrícola se mantuvo durante esta etapa, como lo muestran diversos restos cerámicos e industriales.

### Incorporación a la Corona de Castilla
En 1497, Melilla fue ocupada por las fuerzas castellanas, iniciando una nueva etapa en su historia marcada por la transformación de su estructura urbana, su fortificación y su integración en los dominios imperiales españoles. A partir de este momento, los elementos arquitectónicos y militares se adaptaron a las nuevas necesidades defensivas.
Las iglesias, como la de la Purísima Concepción, y los fuertes como el de Victoria Grande, fueron construidos o reformados durante los siglos XVI al XVIII. Las excavaciones arqueológicas en estos emplazamientos han permitido documentar fases constructivas sucesivas, así como restos de enterramientos y actividades religiosas de la época moderna.

### Edad Contemporánea y arqueología reciente

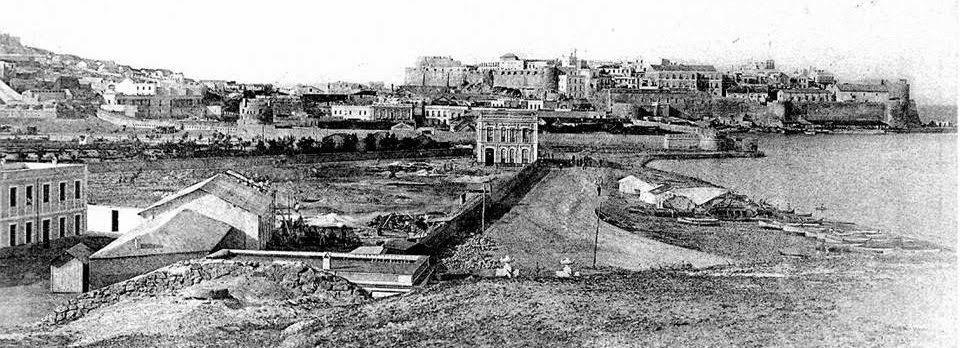
Melilla La Vieja a comienzos del siglo XX

La investigación arqueológica sistemática en Melilla se consolidó a partir de finales del siglo XX, con la creación de instituciones dedicadas a la conservación y el estudio del patrimonio. Destacan las intervenciones de urgencia llevadas a cabo en yacimientos como la Huerta de Reyes y las excavaciones promovidas por la Consejería de Cultura, en colaboración con universidades e investigadores nacionales.
Desde el año 2000, se han desarrollado múltiples campañas de excavación que han permitido conocer con mayor profundidad las fases antiguas de Melilla, con especial énfasis en su etapa prerromana y romana. En 2010 se inauguró el Centro de Prehistoria, Arqueología y Patrimonio (CPAP), que centraliza la catalogación y estudio de los hallazgos.

## Principales yacimientos
Melilla alberga una notable cantidad de yacimientos arqueológicos, que reflejan la rica diversidad cultural de la región a lo largo de los milenios. A continuación, se presentan algunos de los yacimientos más significativos, ordenados cronológicamente:

### Época prehistórica y prerromana

#### Huerta de Reyes
El yacimiento de la Huerta de Reyes, descubierto en 2003 durante las obras de ampliación del aeropuerto de Melilla, es uno de los más antiguos de la región y el primero en evidenciar la presencia humana en el Paleolítico Medio. Se encuentra en la zona de la costa oriental de la ciudad, cerca del puerto, y ha proporcionado numerosos restos de herramientas líticas asociadas a la cultura ateriense, propia del norte de África. Entre los hallazgos más destacados se encuentran las piezas de sílex, fragmentos de herramientas de talla, y restos de fauna. La presencia humana en esta zona se puede datar alrededor de hace unos 100,000 años, lo que indica que ya en la prehistoria, la región era un importante punto de paso para los grupos humanos que habitaron el continente africano.
Este yacimiento es importante por la información que ofrece sobre las técnicas de fabricación de herramientas en la época, lo que permite comprender mejor la vida cotidiana de los primeros grupos humanos en el norte de África.

#### Zafrín (Islas Chafarinas)

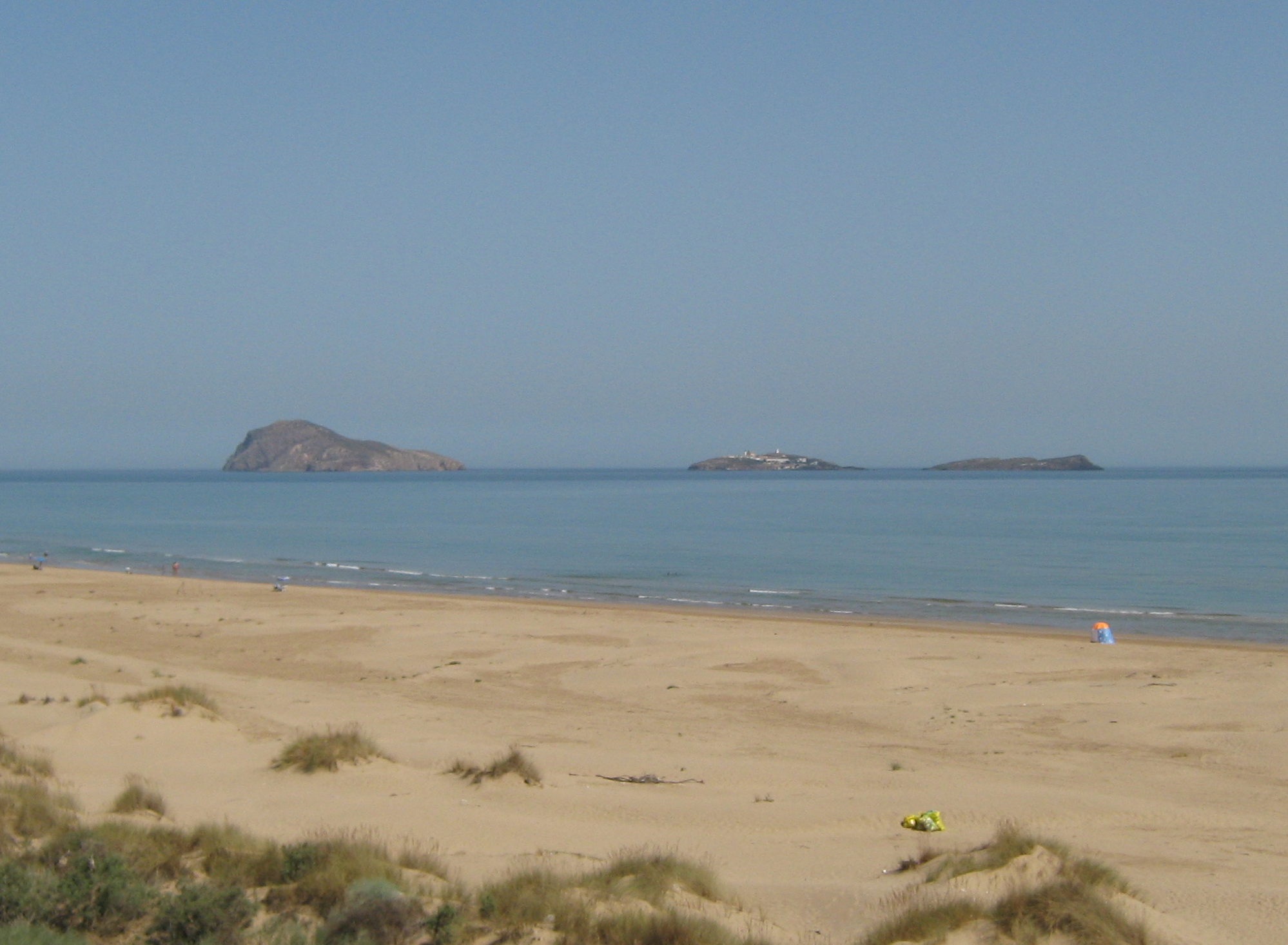
Islas Chafarinas desde Cabo de Agua

El yacimiento de Zafrín, situado en las Islas Chafarinas, es otro de los hallazgos más relevantes de la región. Esta área, habitada desde tiempos prehistóricos, presenta ocupaciones datadas en la Prehistoria reciente. Las excavaciones han revelado estructuras circulares excavadas en la roca, lo que indica una ocupación estable de comunidades que practicaban la agricultura y ganadería. Los restos de molinos de piedra y los vestigios de animales domesticados, como ovejas y cabras, demuestran que los habitantes de la isla ya se dedicaban a la producción agrícola y ganadera, aprovechando los recursos marinos, lo que confirma el establecimiento de una economía mixta.
Además, los hallazgos en Zafrín incluyen herramientas de piedra, como puntas de flecha y cuchillos, que aportan información sobre las técnicas de caza y pesca de la época.

### Época prerromana y romana

#### Cerro de San Lorenzo
El Cerro de San Lorenzo, situado cerca de Melilla la Vieja, es un importante yacimiento de época romana que ha proporcionado valiosa información sobre la necrópolis de Rusaddir. Este yacimiento data del siglo I a. C., una época en la que Melilla se encontraba bajo la influencia romana. Durante las excavaciones, se han descubierto tumbas construidas con tegulae romanas, que servían de material de construcción para las sepulturas. Junto a las tumbas, se han encontrado ajuares funerarios, como ánforas y cerámica local, que indican la riqueza de la ciudad en esta época.
Este yacimiento es fundamental para entender la fusión de las culturas neopúnica y romana, especialmente en lo que respecta a las prácticas funerarias de la región. El cerro de San Lorenzo proporciona una visión detallada de las creencias religiosas y las costumbres funerarias de los habitantes de la ciudad de Rusaddir.

#### Casa del Gobernador

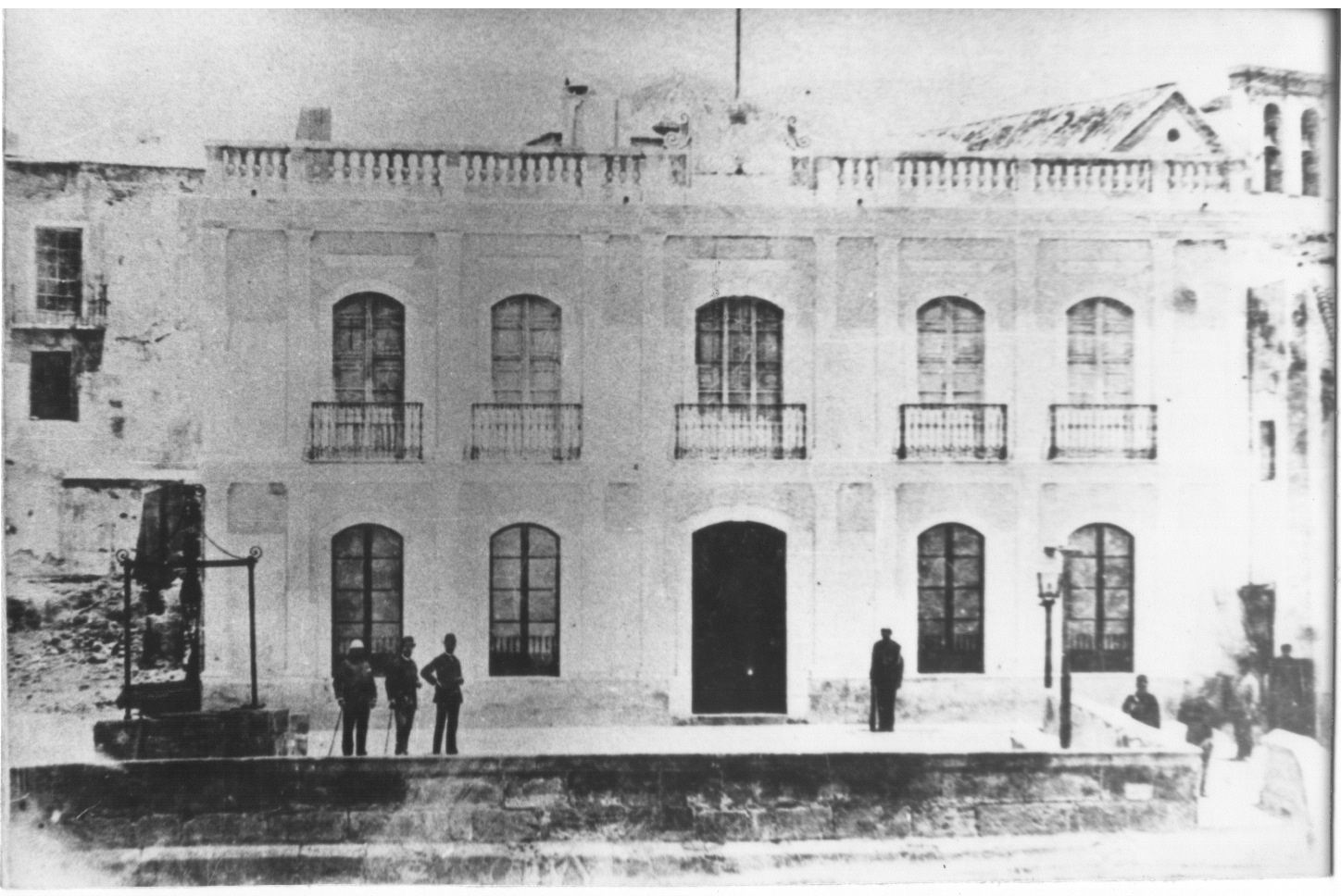
Edificios del antiguo Gobierno Militar en 1887

La Casa del Gobernador, ubicada en el corazón de Melilla la Vieja, es uno de los yacimientos más emblemáticos y completos de la ciudad. Este yacimiento, que abarca desde el siglo VII a. C. (época fenicia) hasta el siglo I a. C. (época romana), ha proporcionado una gran cantidad de información sobre la evolución de la ciudad, conocida en la antigüedad como Rusaddir. Durante las excavaciones se han descubierto restos de viviendas y estructuras domésticas, como pavimentos de mosaicos y paredes construidas con técnicas de albañilería de la época.
Los materiales hallados, como cerámica púnica y romana, así como objetos cotidianos como herramientas y utensilios de uso doméstico, permiten entender el día a día de los habitantes de Rusaddir. Este yacimiento también muestra la influencia fenicia en la región, que fue un centro comercial importante en el Mediterráneo occidental.

#### Plaza del Veedor
La Plaza del Veedor, situada en el casco antiguo de Melilla, ha sido identificada como un área urbana de gran importancia durante la época romana. Este yacimiento abarca un período de tiempo que va desde el siglo I a. C. hasta el siglo I d. C., y ha revelado numerosos fragmentos de ánforas, cerámica y elementos arquitectónicos, que sugieren que la zona tuvo un uso mixto, tanto comercial como residencial.
La plaza del Veedor era, probablemente, un lugar de paso para comerciantes y viajeros, lo que refuerza la importancia de Melilla como punto de intercambio entre el mundo romano y el mundo africano. Los hallazgos en este yacimiento proporcionan información clave sobre las redes comerciales que conectaban Europa y África en la antigüedad.

### Época andalusí / medieval islámica

#### Parque Lobera

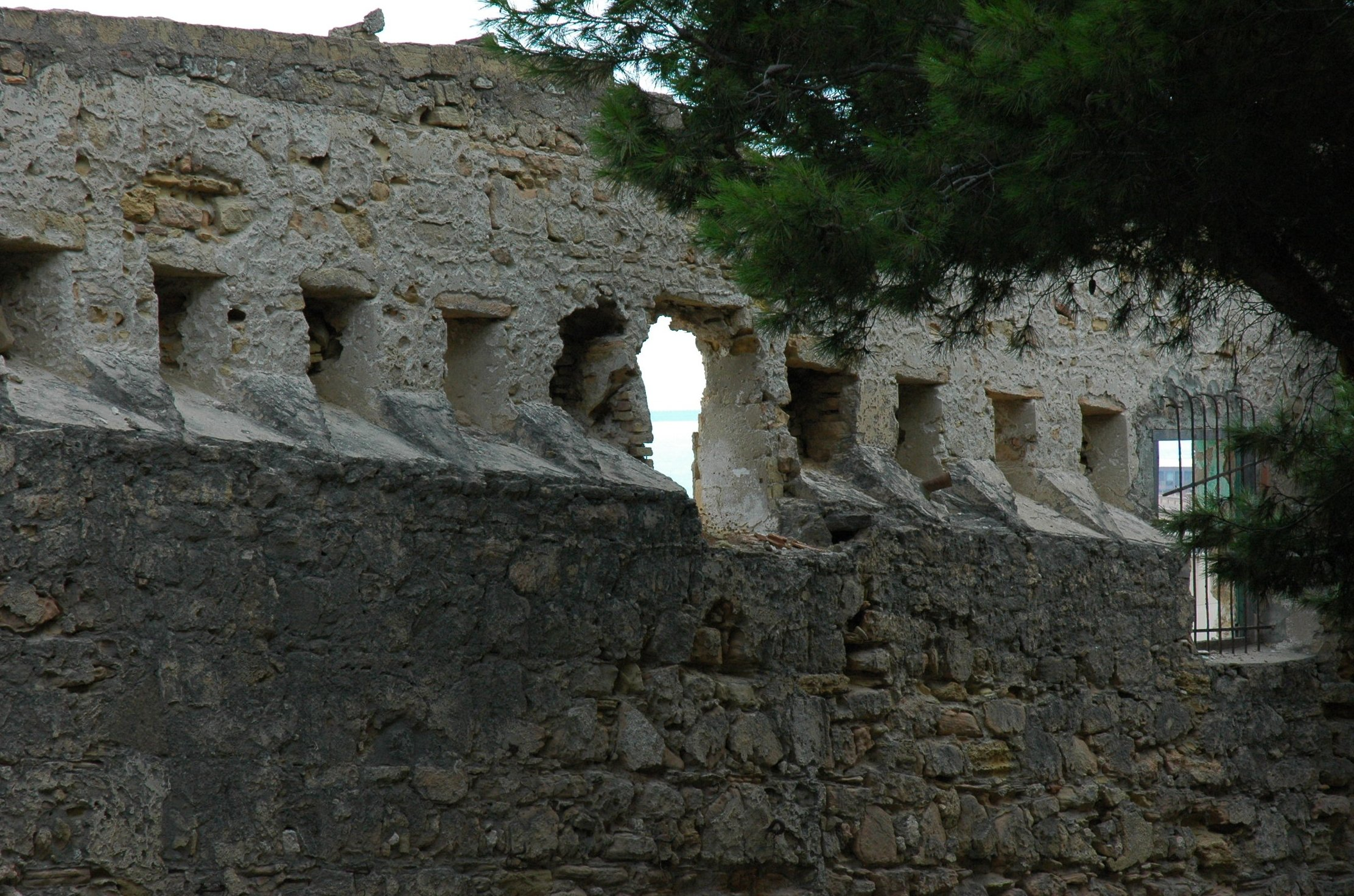
Muralla del parque Lobera

El parque se asienta sobre terrenos con una rica historia arqueológica. En 1999, se descubrió un silo medieval excavado en la roca, intacto y con estratos que contenían abundante material cerámico, principalmente de época islámica altomedieval. Además, se han identificado restos de una posible necrópolis romana y estructuras defensivas de la época musulmana, como una pequeña muralla de caliza amarilla del siglo X. Estas evidencias indican que el área fue utilizada como zona de enterramiento y formó parte del sistema defensivo de Melilla en distintas épocas.

#### Cerro del Cubo
Este cerro ha revelado una intensa ocupación medieval islámica, con silos de almacenamiento, materiales cerámicos y estructuras subterráneas. En el siglo XVIII se convirtió en un punto estratégico defensivo, con fortificaciones como el Fortín de San Antonio. Recientes excavaciones han documentado galerías de mina, muros defensivos y estructuras reutilizadas a lo largo de los siglos. Es uno de los yacimientos más complejos por la superposición de fases culturales.

### Época moderna

#### Fuerte de Victoria Grande

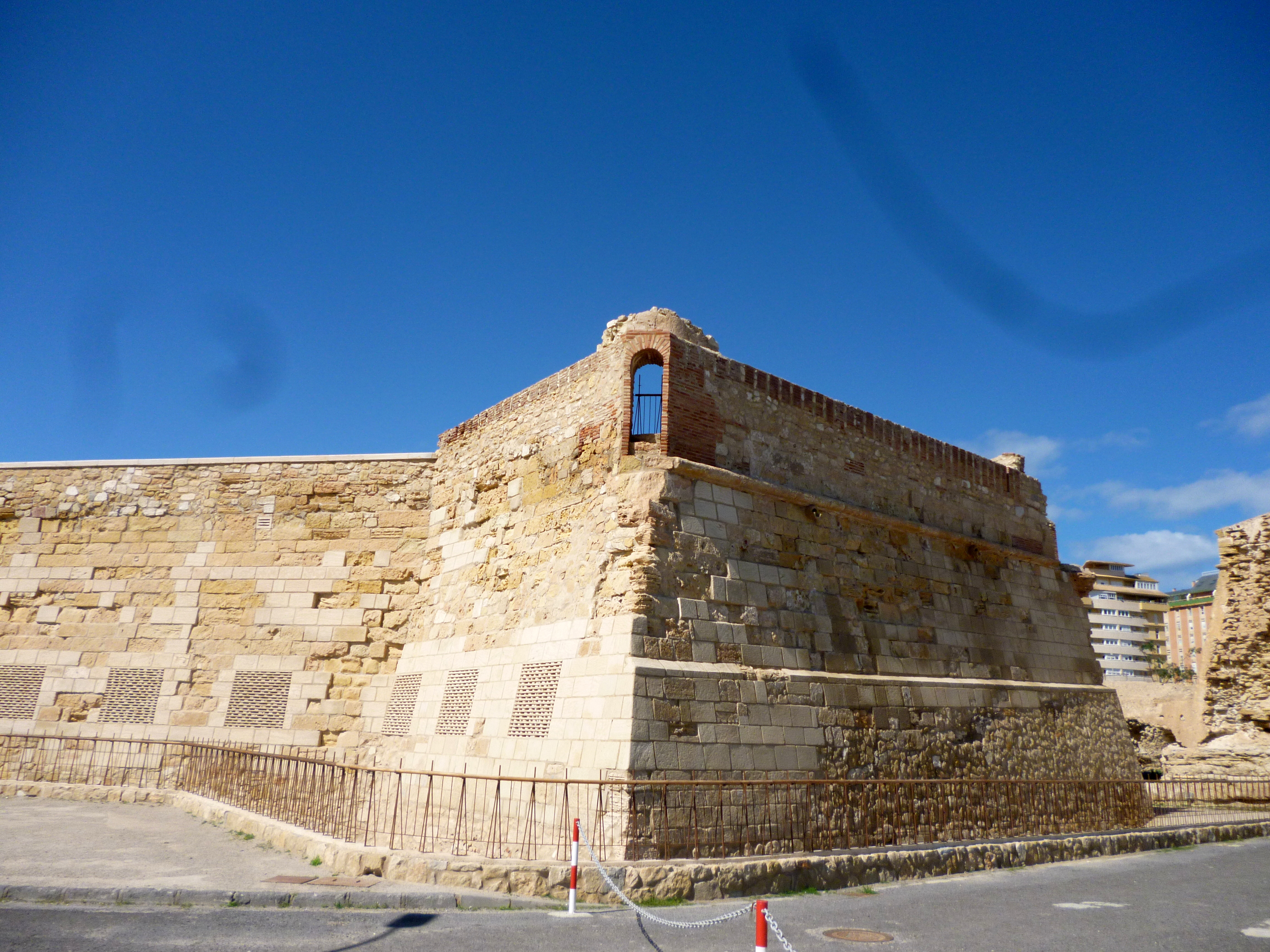
Fuerte de Victoria Grande

El Fuerte de Victoria Grande es una fortaleza defensiva construida a lo largo de varios siglos, desde el siglo IX, durante la época islámica, hasta el siglo XVIII, cuando se completó en su forma actual bajo el dominio español. Las excavaciones han revelado una gran cantidad de estructuras militares, como silos, hornos, torres de defensa y plazas de armas, que documentan la evolución de las técnicas de fortificación a lo largo del tiempo. El fuerte tuvo un papel clave en la defensa de la ciudad, especialmente durante la época medieval islámica y la Edad Moderna.
Los hallazgos en este yacimiento proporcionan una visión clara de la importancia estratégica de Melilla, no solo como puerto comercial, sino también como punto defensivo en las rutas del Mediterráneo y el estrecho de Gibraltar.

#### Iglesia de la Purísima Concepción

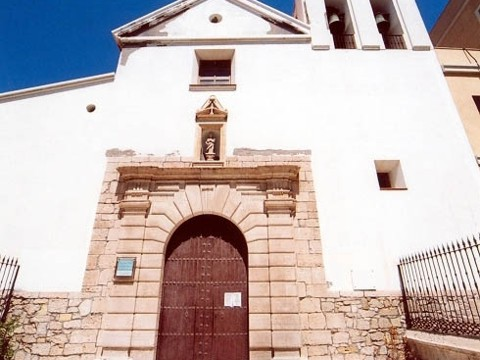
Real y Pontificia Iglesia de la Purísima Concepción

En el recinto de Melilla la Vieja, las excavaciones realizadas en la Iglesia de la Purísima Concepción han revelado importantes vestigios relacionados con la historia medieval y moderna de la ciudad. La iglesia, construida en el siglo XVI, se encuentra en el corazón del casco histórico de Melilla, y las excavaciones han descubierto varias fases constructivas que abarcan desde la construcción original hasta su remodelación en siglos posteriores. Entre los hallazgos más relevantes se encuentran los restos de un altar mayor de la época renacentista, así como vestigios de la primera iglesia de San Miguel, que estuvo ubicada en el mismo lugar.
Además, se han encontrado silos medievales y criptas funerarias, que indican la presencia de distintas comunidades religiosas en la ciudad a lo largo de los siglos. Este yacimiento es una prueba de la importancia de Melilla como enclave religioso en el contexto del norte de África.

#### Fuerte de Victoria Chica

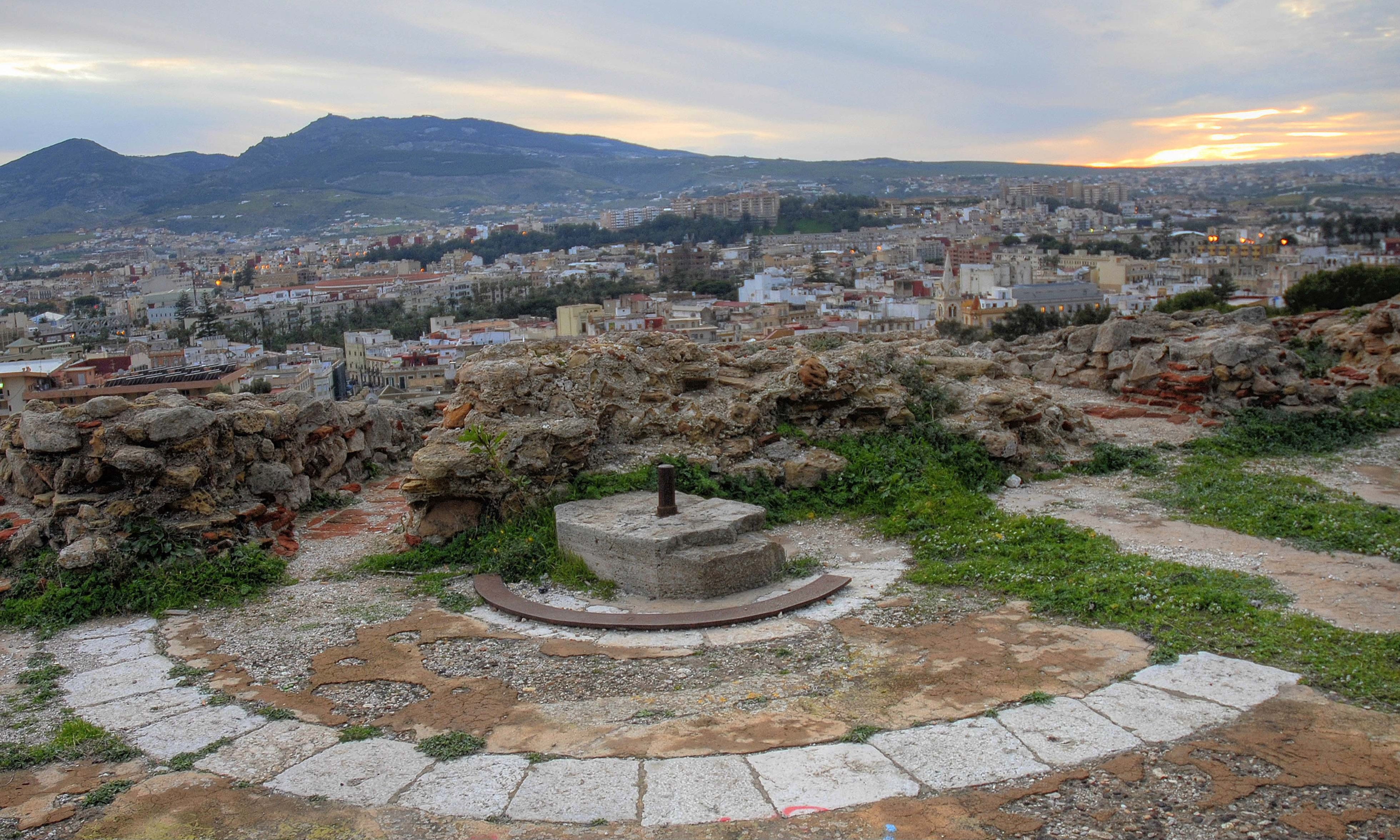
Fuerte de Victoria Chica

El Fuerte de Victoria Chica, construido en 1732, fue la primera fortificación del sistema defensivo exterior de Melilla, diseñada para proteger la ciudad de posibles incursiones desde el Rif. Las excavaciones revelaron diversas estructuras militares, incluyendo una galería subterránea utilizada durante el asedio de 1774 por el sultán Sidi Mohamed ben Abdallah. Este hallazgo mostró una red de túneles de conexión entre los fuertes y la ciudadela, clave para entender las estrategias defensivas de la época.
El yacimiento también documentó restos de cimientos de muros, estructuras defensivas y espacios habitacionales militares, lo que proporciona información sobre la evolución de la fortificación y las reformas realizadas durante el siglo XIX. El Fuerte de Victoria Chica es crucial para comprender la transición de Melilla de ciudad medieval a moderna y su rol estratégico en la expansión imperial española en África.

## Instituciones y Museos
Melilla, dada su rica historia arqueológica y su ubicación estratégica entre África y Europa, alberga diversas instituciones que desempeñan un papel crucial en la conservación, estudio y divulgación de su patrimonio cultural. Entre estas, destacan el Centro de Prehistoria, Arqueología y Patrimonio (CPAP) y el Museo de Arqueología e Historia de Melilla, ambos dedicados a preservar y poner en valor los hallazgos arqueológicos de la ciudad.

### Centro de Prehistoria, Arqueología y Patrimonio (CPAP)
El Centro de Prehistoria, Arqueología y Patrimonio (CPAP) fue creado en 2010 por la Consejería de Cultura de Melilla con el objetivo de reunir, estudiar y conservar los restos arqueológicos hallados en la ciudad. Este centro se encuentra ubicado en el Antiguo Almacén de San Juan Viejo, un edificio emblemático que sirvió como almacén para la ciudad en tiempos pasados y ahora alberga uno de los centros de investigación más importantes de la ciudad.

#### Funciones y actividades
El CPAP no solo se dedica a la conservación de los restos arqueológicos, sino también a su análisis científico y catalogación. Además, tiene un fuerte enfoque en la formación y divulgación, organizando talleres, charlas, exposiciones y actividades educativas para sensibilizar tanto a los residentes como a los visitantes sobre la importancia del patrimonio arqueológico de Melilla.
Entre las actividades más destacadas del CPAP se incluyen:
- Investigación arqueológica: estudios sobre los diferentes periodos históricos representados en los yacimientos de la ciudad.
- Conservación de materiales: restauración de objetos de cerámica, metal, hueso, y otros materiales arqueológicos.
- Educación y sensibilización: cursos, conferencias y visitas guiadas para estudiantes, investigadores y público en general.

### Museo de Arqueología e Historia de Melilla

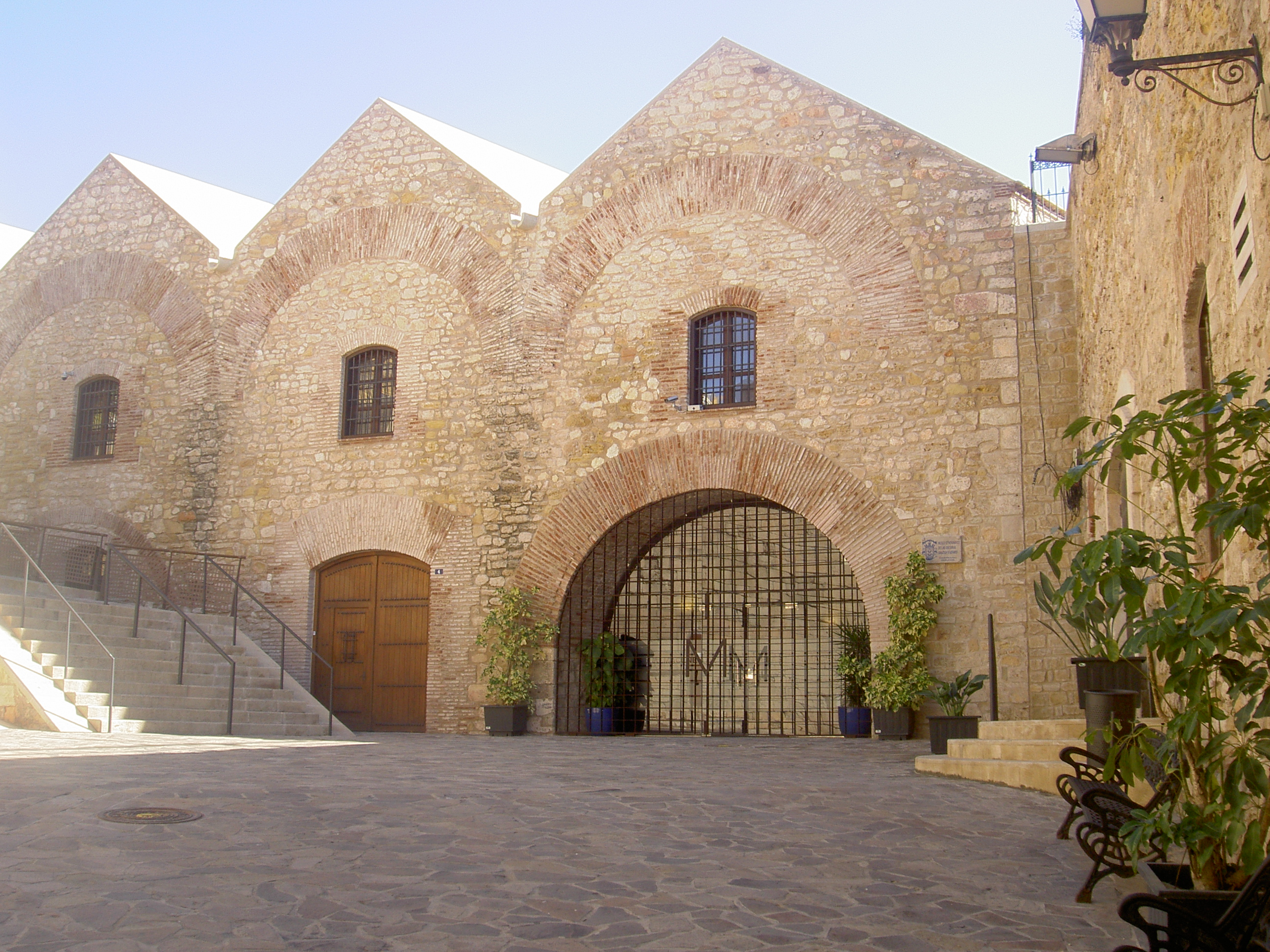
Museo de Melilla

El Museo de Arqueología e Historia de Melilla está ubicado en los Almacenes de las Peñuelas, un antiguo complejo de almacenes portuarios rehabilitado para albergar esta institución. El museo tiene como misión principal ofrecer una visión completa de la evolución histórica de Melilla, desde sus primeros asentamientos prehistóricos hasta la Edad Contemporánea.

#### Exposición permanente
La exposición permanente del Museo de Arqueología e Historia está dividida en varias secciones que abarcan distintos periodos históricos de la ciudad. Entre las piezas más destacadas se encuentran:
- Fragmentos cerámicos de la Casa del Gobernador: Estos fragmentos provienen de uno de los yacimientos más importantes de la ciudad y datan de la época fenicia y romana. Ofrecen una visión de la vida cotidiana en Rusaddir (Melilla en la antigüedad).[46]
- Materiales funerarios del Cerro de San Lorenzo: Los restos encontrados en este yacimiento pertenecen a una necrópolis romana y reflejan las costumbres funerarias de los habitantes de la ciudad durante los siglos I a. C. y I d. C.[47]
- Elementos militares del Fuerte de Victoria Grande: Esta colección incluye armamento, uniformes y otros objetos militares que ilustran la historia de la defensa de Melilla a lo largo de los siglos, especialmente en épocas de gran conflicto, como la guerra de la Reconquista y la expansión española en África.[48]
- Utensilios del yacimiento de Zafrín: El yacimiento de Zafrín, ubicado en las Islas Chafarinas, ha proporcionado importantes vestigios sobre las primeras ocupaciones agrícolas y ganaderas en la región, con utensilios domésticos que evidencian la vida en las islas en tiempos prehistóricos.[49]
- Maquetas interactivas y recreaciones del entorno histórico: Para hacer más accesible la historia de la ciudad, el museo ha incorporado maquetas en tres dimensiones y reconstrucciones virtuales de los principales yacimientos y monumentos históricos de Melilla, como Melilla la Vieja y el Fuerte de Victoria Grande.[50]

#### Actividades y programas educativos
El museo también organiza exposiciones temporales, conferencias, y actividades educativas dirigidas a diferentes públicos, incluidos escolares y grupos de interés general. La interactividad y el uso de nuevas tecnologías están presentes en las actividades del museo, que buscan acercar la historia de la ciudad a las generaciones más jóvenes y facilitar el entendimiento de su evolución.

### Museo de Fósiles y Minerales de Melilla
Además del Museo de Arqueología e Historia, Melilla cuenta con el Museo de Fósiles y Minerales de Melilla, que se dedica a la divulgación paleontológica. A través de sus exposiciones, el museo ofrece a los visitantes una visión del patrimonio natural de la región, con una impresionante colección de fósiles de especies extintas que una vez habitaron la región del norte de África. Su colección incluye también una variedad de minerales, muchos de los cuales son endémicos de la zona.

### Conservación del patrimonio
A pesar de los esfuerzos por preservar el patrimonio arqueológico de Melilla, la ciudad enfrenta varios retos en términos de conservación. La urbanización acelerada y la falta de recursos han puesto en peligro algunos de los yacimientos más significativos, especialmente los ubicados en el casco antiguo de la ciudad.

#### Problemas de conservación
Uno de los principales problemas de conservación en Melilla es el deterioro de los muros prehispánicos en el área de Melilla la Vieja, que alberga las antiguas murallas de la ciudad. Estos muros, que datan de la época punica y romana, están siendo afectados por la erosión del viento y la falta de mantenimiento regular.
En la zona de la calle San Miguel, también se han reportado derrumbes y desplomes de ciertas estructuras debido a los riesgos geotécnicos y las inundaciones provocadas por lluvias intensas. Estos problemas estructurales son un desafío para la preservación de las excavaciones y las estructuras antiguas que se encuentran expuestas en la superficie.

#### Planes de restauración y musealización
A pesar de estos desafíos, se han impulsado varias iniciativas para garantizar la protección de los yacimientos. Uno de los proyectos más destacados es el plan de restauración y musealización propuesto por la Universidad de Valladolid. Este plan busca restaurar y consolidar las estructuras más amenazadas por el paso del tiempo y mejorar la accesibilidad de los sitios arqueológicos, además de promover la integración de los yacimientos en el turismo cultural de la ciudad.
La musealización de algunos de los yacimientos, especialmente aquellos que presentan estructuras visibles en el casco antiguo, es una prioridad. Se espera que, con el apoyo institucional y la colaboración de expertos internacionales, se puedan establecer planes de restauración que permitan la conservación a largo plazo de estos monumentos históricos.